# Cooperación microbiana
Los microorganismos participan en una amplia variedad de interacciones bióticas sociales, incluida la cooperación. Una conducta cooperativa es aquella en donde se beneficia un individuo (el receptor) y no necesariamente al que realiza la conducta (el actor). Este artículo describe las diversas formas de interacciones cooperativas ( mutualismo y altruismo ) observadas en los sistemas microbianos, así como los beneficios que podrían haber impulsado la evolución de estos comportamientos complejos. 

## Introducción
Los microorganismos, o microbios, abarcan los tres dominios de la vida, incluidas las bacterias, arqueas, virus y muchos eucariotas unicelulares (p. Ej., Algunos hongos y protistas ). Normalmente se definen como formas de vida unicelulares que solo pueden observarse mediante microscopio. Los microorganismos fueron las primeras formas de vida celulares y fueron fundamentales para crear las condiciones para el origen de formas multicelulares más complejas. 
Aunque los microbios son demasiado pequeños para verlos a simple vista, representan la inmensa mayoría de la diversidad biológica y, por lo tanto, sirven como un excelente sistema para estudiar cuestiones evolutivas. Uno de esos temas que los científicos han examinado en microbios es la evolución de los comportamientos sociales, incluida la cooperación. Una interacción cooperativa beneficia a un receptor y se selecciona sobre esa base. En los sistemas microbianos, se ha documentado que las células que pertenecen a los mismos taxones participan en interacciones cooperativas para realizar una amplia gama de comportamientos multicelulares complejos como la dispersión, la búsqueda de alimento, la construcción de biopelículas, la reproducción, la guerra química y la señalización. Este artículo describirá las diversas formas de interacciones cooperativas observadas en los sistemas microbianos, así como los beneficios que podrían haber impulsado la evolución de estos comportamientos complejos. 

## Historia
|                       |   | Efecto sobre el destinatario | Efecto sobre el destinatario |
| +                     | - |                              |                              |
| --------------------- | - | ---------------------------- | ---------------------------- |
| Efecto sobre el actor | + | Beneficio mutuo              | Egoísmo                      |
| Efecto sobre el actor | - | Altruismo                    | Rencor                       |

Desde un punto de vista evolutivo, un comportamiento es social si tiene consecuencias de aptitud tanto para el individuo que realiza ese comportamiento (el actor) como para otro individuo (el receptor). Hamilton primero categorizó los comportamientos sociales según si las consecuencias que conllevan para el actor y el receptor son beneficiosas (aumentan la aptitud directa) o costosas (disminuyen la aptitud directa). Según la definición de Hamilton, hay cuatro tipos únicos de interacciones sociales : mutualismo (+ / +), egoísmo (+/−), altruismo (- / +) y rencor (- / -) (Tabla 1). El mutualismo y el altruismo se consideran interacciones cooperativas porque son beneficiosas para el receptor y serán el tema central de este artículo. 
Explicar la cooperación sigue siendo uno de los mayores desafíos para la biología evolutiva, independientemente de si el comportamiento se considera mutuamente beneficioso o altruista. Según la teoría evolutiva clásica, un organismo solo se comportará de manera que maximice su propia aptitud. Por lo tanto, el origen de las interacciones cooperativas o las acciones de los individuos que dan como resultado que otros individuos reciban beneficios de aptitud física parece contradictorio. 
Las explicaciones teóricas para la evolución de la cooperación pueden clasificarse en dos categorías: beneficios directos de aptitud o beneficios indirectos de aptitud. Esto se desprende de la idea de Hamilton de 1964 de que los individuos obtienen una aptitud cuando hay un impacto en su propia reproducción (efectos directos de aptitud), o en la reproducción de individuos con genes relacionados (efectos indirectos de aptitud).

## Tipos de cooperación

### Mutualismo
Quizás las interacciones cooperativas más comunes observadas en los sistemas microbianos son mutuamente beneficiosas (+ / +). Las interacciones sociales mutuamente beneficiosas brindan un beneficio directo de aptitud a ambos individuos involucrados, mientras superan cualquier costo de realizar el comportamiento. En un entorno con microbios individuales, el mutualismo se realiza con mayor frecuencia para aumentar el beneficio de la aptitud individual. Sin embargo, en una comunidad, los microorganismos podrán interactuar a gran escala para permitir la persistencia de la comunidad, lo que aumentará su propia aptitud.
La mayoría de las veces, los organismos que participan en estos comportamientos tienen un interés compartido en la cooperación. En los sistemas microbianos, esto se ve a menudo en la producción de metabolitos o moléculas que son metabólicamente caras de producir. Muchos microbios, especialmente bacterias, producen numerosos metabolitos públicos que se liberan en el entorno extracelular. La difusión que se produce permite que sean utilizados por otros organismos vecinos. 
Un ejemplo muy popular de interacciones microbianas mutuamente beneficiosas implica la producción de sideróforos . Los sideróforos son moléculas captadoras de hierro producidas por muchos taxones microbianos, incluidas bacterias y hongos. Estas moléculas se conocen como agentes quelantes y desempeñan un papel importante para facilitar la absorción y el metabolismo del hierro en el medio ambiente, ya que normalmente existe en forma insoluble. Para que las bacterias accedan a este factor limitante, las células fabricarán estas moléculas y luego las secretan al espacio extracelular. Una vez liberados, los sideróforos secuestrarán el hierro y formarán un complejo, que es reconocido por los receptores de las células bacterianas. Luego puede transportarse a la célula y reducirse, haciendo que el hierro sea metabólicamente accesible para las bacterias. La producción de sideróforos se usa a menudo como un ejemplo de mutualismo, ya que los compuestos no están restringidos al uso individual. Siempre que el organismo posea un receptor para el complejo sideróforo-Fe (III), se pueden absorber y utilizar.
Existen muchas explicaciones que justifican la evolución de interacciones mutualistas. Para que la producción de bienes públicos sea evolutivamente beneficiosa, el comportamiento debe proporcionar un beneficio directo al desempeño reproductivo del actor que supere el costo de realizar el comportamiento. Esto se ve con mayor frecuencia en el caso de un beneficio físico directo. Como las bacterias se encuentran con mayor frecuencia en colonias, es probable que las bacterias vecinas expresen similitudes genéticas. Por lo tanto, al aumentar las posibilidades de que una bacteria cercana crezca y se divida, el huésped aumenta su propio paso de material genético. En el caso de los sideróforos, se encontró una correlación positiva entre la relación entre los linajes bacterianos y la producción de sideróforos.
Sin embargo, las comunidades microbianas no solo están interesadas en la supervivencia y productividad de su propia especie. En una comunidad mixta, se ha encontrado que diferentes especies bacterianas se adaptan a diferentes fuentes de alimentos, incluidos los productos de desecho de otras especies, para evitar una competencia innecesaria. Esto permite una mayor eficiencia para la comunidad en su conjunto. 
Tener una comunidad equilibrada es muy importante para el éxito microbiano. En el caso de la producción de sideróforos, debe haber un equilibrio entre los microbios que gastan su energía para producir los agentes quelantes y los que pueden utilizar xenosideróforos. De lo contrario, los microbios explotadores eventualmente superarían a los productores, dejando una comunidad sin organismos capaces de producir sideróforos y, por lo tanto, incapaz de sobrevivir en condiciones de bajo contenido de hierro. Esta capacidad de equilibrio entre las dos poblaciones se está investigando actualmente. Se cree que se debe a la presencia de receptores de baja afinidad en los no productores o productores que generan un mecanismo de interferencia mediado por toxinas.

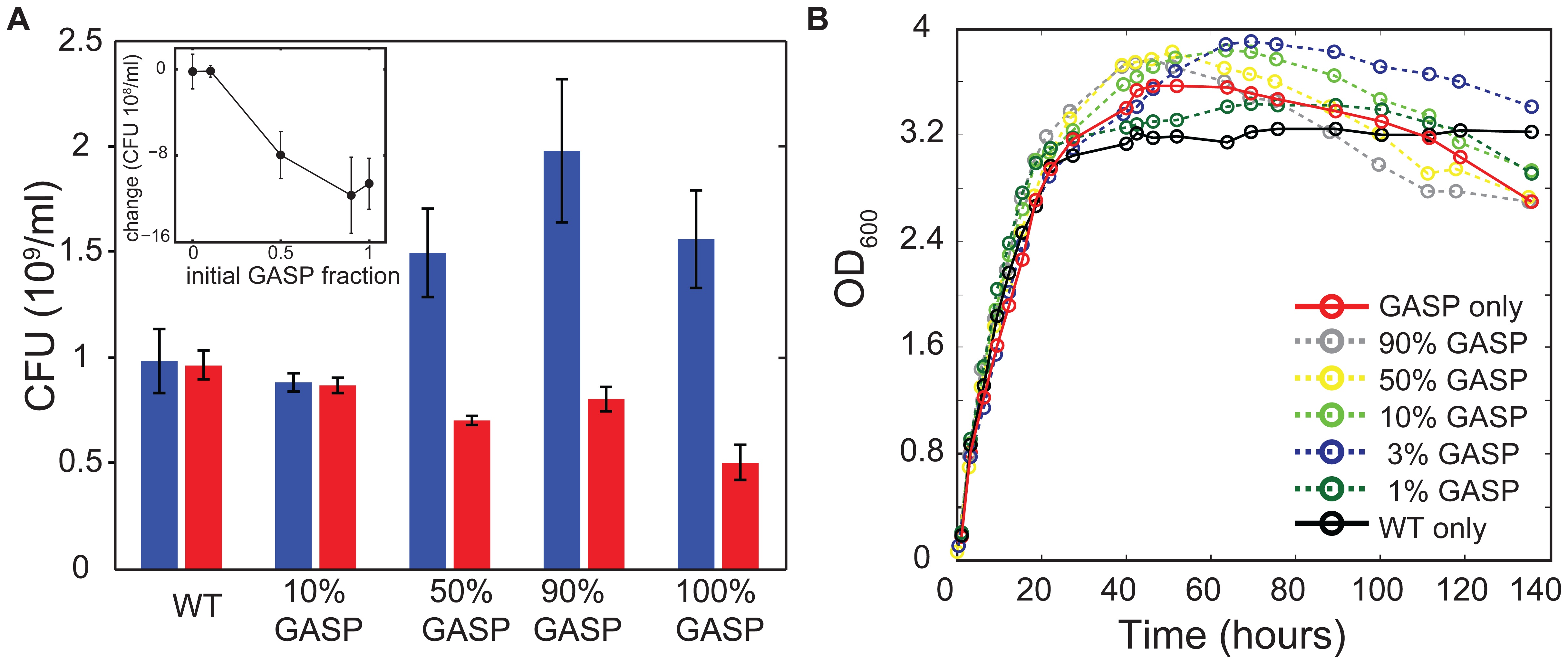
Figura 1: El dilema del prisionero en una comunidad bacteriana. Los mutantes de GASP alcanzan inicialmente una alta densidad de población y posteriormente disminuyen la viabilidad de la población. (A) Unidades formadoras de colonias (UFC) medidas el día 1 (barras azules) y el día 4 (barras rojas) de cultivos y co-cultivos de WT y GASP puros con inicio fracciones de 90% WT y 10% GASP, 50% WT y 50% GASP, y 10% WT y 90% GASP. Las barras de error indican el error estándar de la media de tres cultivos replicados. El recuadro muestra que el cambio en el número de UFC entre el día 4 y el día 1 depende de la fracción de GASP inicial de un cultivo. (b) Curvas de crecimiento, medidas como densidad óptica (DO) a 600 nm, de cultivos discontinuos bien mezclados. Un cultivo de WT puro (negro) mantiene su densidad de población durante días, mientras que un cultivo de GASP puro (rojo) alcanza inicialmente una densidad de población más alta que luego declina y cae por debajo del nivel del cultivo de WT puro. Los cocultivos de WT-GASP (líneas discontinuas) muestran la dependencia de la frecuencia del exceso y la posterior disminución de la densidad de población.

Si bien la producción de bienes públicos tiene como objetivo beneficiar a todos los individuos, también conduce a la evolución de organismos tramposos, o individuos que no pagan el costo de producir un bien, pero aun así reciben el beneficio (Figura 1). Con el fin de minimizar los costos de aptitud, la selección natural favorecerá a los individuos que no segreguen mientras se aprovechan de las secreciones de sus vecinos. En una población de células secretoras de sideróforos, las células mutantes no secretoras no pagan el costo de la secreción, pero aún obtienen el mismo beneficio que las vecinas de tipo salvaje. Recientemente, Griffin et al. (2004) investigaron la naturaleza social de la producción de sideróforos en Pseudomonas aeruginosa . Cuando las células se cultivaron puras, se colocaron en un entorno que limitaba el hierro, las poblaciones de células que secretaban sideróforos ( tipo salvaje ) superaron a una población de no secretores mutantes . Por tanto, la producción de sideróforos es beneficiosa cuando el hierro es limitante. Sin embargo, cuando las mismas poblaciones se colocaron en un entorno rico en hierro, la población mutante superó a la población de tipo salvaje, lo que demuestra que la producción de sideróforos es metabólicamente costosa. Finalmente, cuando tanto las bacterias de tipo salvaje como las mutantes se colocaron en la misma población mixta, las mutantes pueden obtener el beneficio de la producción de sideróforos sin pagar el costo y, por lo tanto, aumentar la frecuencia. Este concepto se refiere comúnmente a la tragedia de los comunes . 
El juego del dilema del prisionero es otra forma en que los biólogos evolucionistas explican la presencia de trampas en los sistemas microbianos cooperativos. Originalmente enmarcado por Merrill Flood y Melvin Dresher en 1950, el Dilema del Prisionero es un problema fundamental en la teoría de juegos y demuestra que dos individuos podrían no cooperar incluso si lo mejor para ambos es hacerlo. En el dilema, dos individuos cada uno elige si cooperar con el otro individuo o hacer trampa. La cooperación de ambos individuos da la mayor ventaja promedio. Sin embargo, si un individuo decide hacer trampa, obtendrá una mayor ventaja individual. Si el juego se juega solo una vez, hacer trampa es la estrategia superior, ya que es la estrategia superior. Sin embargo, en situaciones biológicamente realistas, con interacciones repetidas (juegos), mutaciones y entornos heterogéneos, a menudo no existe una única solución estable y el éxito de las estrategias individuales puede variar en ciclos periódicos o caóticos sin fin. La solución específica del juego dependerá fundamentalmente de la forma en que se implementen las iteraciones y de cómo los beneficios se traduzcan en la población y la dinámica de la comunidad. 
En la bacteria Escherichia coli, se puede observar una situación de Dilema del Prisionero cuando mutantes que exhiben un fenotipo Grow Advantage in Stationary Phase (GASP) compiten con una cepa de tipo salvaje (WT) en cultivo discontinuo. En tales entornos de cultivo por lotes, donde el entorno de crecimiento se homogeneiza agitando los cultivos, las células WT cooperan deteniendo el crecimiento bacteriano para evitar el colapso ecológico, mientras que los mutantes GASP continúan creciendo por defecto del mecanismo regulador de tipo salvaje. Como consecuencia de dicha deserción a la autorregulación, se logran densidades celulares mayores a corto plazo, pero a largo plazo hay un colapso poblacional debido a la tragedia de los comunes (Figura 1). Por el contrario, aunque las células WT no alcanzan densidades de población tan altas, sus poblaciones son sostenibles a la misma densidad a largo plazo. La coexistencia entre las dos cepas es posible debido a la localización de interacciones y la segregación espacial de los tramposos. Cuando se les proporciona un entorno espacial de este tipo, las bacterias pueden autoorganizarse en patrones dinámicos de agregación celular, desegregación que aseguran que las células cooperadoras puedan cosechar los beneficios de la cooperación (Figura 2). 

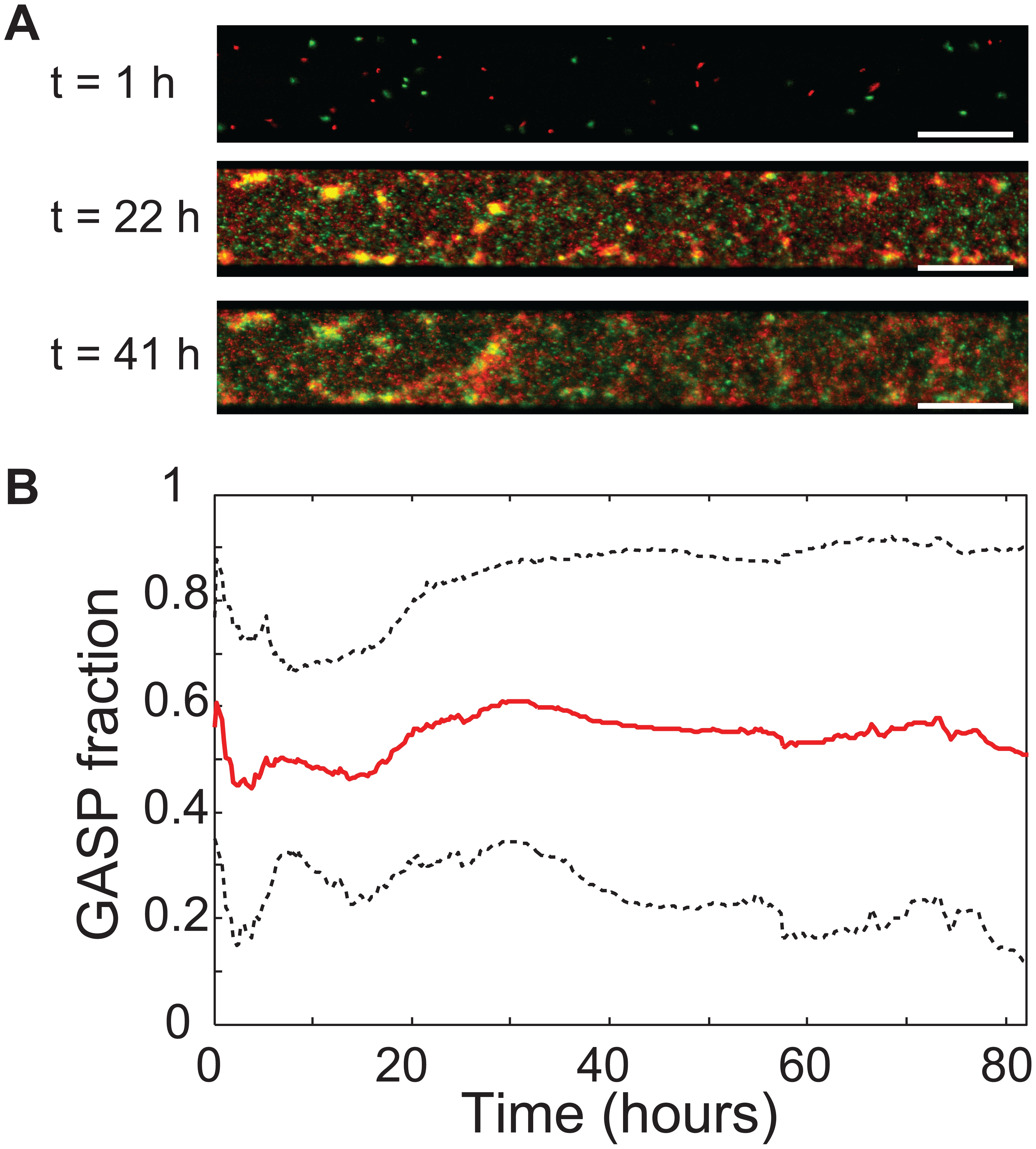
Figura 2: Dilema espacial prisionero y la coexistencia de tramposos y cooperadores en una comunidad de E. Coli. WT y GASP E. coli coexisten en un hábitat de un solo parche. (a) Imágenes de microscopía que muestran una sección de un hábitat que consta de un solo parche (8500 × 100 × 15) en tres momentos, la barra blanca indica 50 m. Los glóbulos WT (verde) y GASP (rojo) se convierten en una comunidad estructurada. Inicialmente (1 hora) las células planctónicas colonizan el hábitat, un día después se han formado muchos agregados multicelulares. La composición de estos agregados (indicada por su color) cambia con el tiempo. (b) Fracción de GASP a través del tiempo de microhábitats que consiste en un solo parche con un volumen igual al volumen total de un microhábitat de 85 parches. Media de los experimentos (línea sólida roja), las líneas discontinuas negras indican la media de la desviación estándar.

Otro estudio (Greig y Travisano 2004) abordó estas ideas con la levadura Saccharomyces cerevisiae .  S. cerevisiae posee múltiples genes y cada uno produce invertasa, una enzima que se secreta para digerir la sacarosa fuera de la célula. Como se mencionó anteriormente, esta producción de bien público crea el potencial de que las células individuales hagan trampa al robar  azúcar digerido por sus vecinas sin aportar la enzima por sí mismas. Greig y Travisano (2004) midieron la aptitud de un tipo tramposo (que poseía un número reducido de genes invertasa) en relación con un cooperador (que contenía todos los genes invertasa). Al manipular el nivel de interacción social dentro de la comunidad variando la densidad de población, encontraron que el tramposo es menos apto que el cooperador en niveles bajos de densidad poblacional comunal, pero más apto en comunidades densas. Por lo tanto, proponen que la selección para "hacer trampa" provoca una variación natural en la cantidad de genes invertasa que puede poseer un individuo, y que la variación en los genes invertasa refleja una adaptación constante a un entorno biótico en constante cambio, que es consecuencia de la inestabilidad de las interacciones cooperativas. .

### Altruismo
El segundo tipo de interacciones cooperativas es altruista, o interacciones que son beneficiosas para el receptor pero costosas para el actor (- / +). Justificar el beneficio evolutivo del comportamiento altruista es un tema muy debatido. Una justificación común para la presencia de comportamientos altruistas es que brindan un beneficio indirecto porque el comportamiento se dirige hacia otros individuos que portan el gen cooperativo. La razón más simple y común para que dos individuos compartan genes en común es que sean parientes genealógicos (parientes), por lo que a menudo esto se denomina selección de parientes . Según Hamilton, un acto altruista es evolutivamente beneficioso si la relación del individuo que se beneficia del acto altruista es mayor que la relación costo / beneficio que impone este acto. Este razonamiento se conoce como la regla de Hamilton . 
La selección natural normalmente favorece a un gen si aumenta la reproducción, porque la descendencia comparte copias de ese gen. Sin embargo, un gen también puede verse favorecido si ayuda a otros parientes, que también comparten copias. Por lo tanto, al ayudar a un pariente cercano a reproducirse, un individuo sigue transmitiendo sus propios genes a la siguiente generación, aunque sea indirectamente. Hamilton señaló que la selección de parentesco podría ocurrir a través de dos mecanismos: (a) discriminación de parentesco, cuando la cooperación se dirige preferencialmente hacia los parientes, y (b) dispersión limitada (viscosidad de la población), que mantiene a los parientes en proximidad espacial entre sí, lo que permite la cooperación para estar dirigido indiscriminadamente hacia todos los vecinos (que suelen ser parientes). En los sistemas microbianos, estos dos mecanismos son igualmente importantes. Por ejemplo, la mayoría de las poblaciones microbianas a menudo comienzan a partir de un pequeño número de colonizadores. Debido a que la mayoría de los microbios se reproducen asexualmente, los parientes genéticos cercanos rodearán las células a medida que la población crece. Estas poblaciones clonales a menudo resultan en una densidad extremadamente alta, especialmente en sistemas terrestres. Por lo tanto, la probabilidad de que el comportamiento altruista de una célula beneficie a un pariente cercano es extremadamente alta. 
Si bien los comportamientos altruistas son más comunes entre individuos con alta relación genética, esto no es completamente necesario. Los comportamientos altruistas también pueden ser evolutivamente beneficiosos si la cooperación se dirige hacia individuos que comparten el gen de interés, independientemente de si esto se debe a la coancestría o a algún otro mecanismo. Un ejemplo de esto se conoce como el mecanismo de la " barba verde " y requiere un solo gen (o varios genes estrechamente ligados) que causan el comportamiento cooperativo y pueden ser reconocidos por otros individuos debido a un marcador fenotípico distintivo, como una barba verde.
El moho de limo más estudiado desde esta perspectiva es Dictyostelium discoideum, un depredador de bacterias que es común en el suelo. Cuando mueren de hambre, las amebas unicelulares, generalmente solitarias, se agregan y forman una babosa multicelular que puede contener de 10 4 a 10 6 células. Esta babosa migra a la superficie del suelo, donde se transforma en un cuerpo fructífero compuesto por una punta esférica de esporas y un tallo formado por células de tallo no viables que mantienen las esporas en alto (Figura 2). Aproximadamente el 20% de las células se convierten en el tallo no reproductivo, elevando las esporas y ayudando a su dispersión.
La muerte celular programada (PCD) es otra forma sugerida de comportamiento altruista microbiano. Aunque la muerte celular programada (también conocida como apoptosis o autólisis ) claramente no proporciona ningún beneficio directo de aptitud, puede ser evolutivamente adaptativa si proporciona beneficios indirectos a individuos con alta relación genética ( selección de parentesco ). Se han sugerido varias posibilidades altruistas para la PCD, como proporcionar recursos que podrían ser utilizados por otras células para el crecimiento y la supervivencia en Saccharomyces cerevisiae . Si bien es común utilizar la selección de parentesco para explicar los beneficios evolutivos de la PCD, el razonamiento contiene algunos problemas inherentes. Charlesworth (1978) señaló que es extremadamente difícil que un gen que causa el suicidio se propague porque solo los parientes que NO comparten el gen se beneficiarían en última instancia. Por lo tanto, la posible solución a este problema en microbios es que la selección podría favorecer una baja probabilidad de PCD entre una gran población de células, posiblemente dependiendo de la condición individual, las condiciones ambientales o la señalización. 

## Otras interacciones microbianas

### Quorum sensing

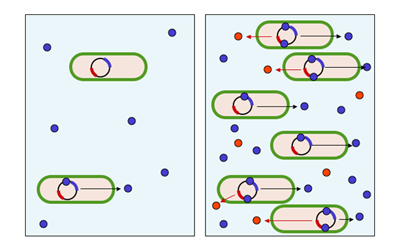
Figura 3: Diagrama de detección de quórum. (izquierda) En baja densidad, la concentración del autoinductor (puntos azules) es relativamente baja y la producción de sustancia está restringida. (derecha) En alta densidad, la concentración del autoinductor es alta y se producen las sustancias bacterianas (puntos rojos).

La integración de interacciones cooperativas y comunicativas parece ser extremadamente importante para los microbios; por ejemplo, del 6 al 10% de todos los genes de la bacteria Pseudomonas aeruginosa están controlados por sistemas de señalización célula-célula. Una forma en que los microbios se comunican y se organizan entre sí para participar en interacciones cooperativas más avanzadas es a través de la detección cuórum sensing . La detección de cuórum describe el fenómeno en el que la acumulación de moléculas de señalización en el entorno circundante permite que una sola célula evalúe el número de individuos (densidad celular) para que la población en su conjunto pueda dar una respuesta coordinada. Esta interacción es bastante común entre taxones bacterianos e implica la secreción por parte de células individuales de moléculas de "señalización", llamadas autoinductores o feromonas . Estas bacterias también tienen un receptor que puede detectar específicamente la molécula de señalización. Cuando el inductor se une al receptor, activa la transcripción de ciertos genes, incluidos los de síntesis del inductor. Existe una baja probabilidad de que una bacteria detecte su propio inductor secretado. Por tanto, para que se active la transcripción de genes, la célula debe encontrar moléculas de señalización secretadas por otras células en su entorno. Cuando solo hay unas pocas bacterias del mismo tipo en las proximidades, la difusión reduce la concentración del inductor en el medio circundante a casi cero, por lo que las bacterias producen poco inductor. Sin embargo, a medida que la población crece, la concentración del inductor pasa un umbral, lo que hace que se sintetice más inductor. Esto forma un circuito de retroalimentación positiva y el receptor se activa por completo. La activación del receptor induce la regulación positiva de otros genes específicos, lo que hace que todas las células comiencen la transcripción aproximadamente al mismo tiempo. En otras palabras, cuando la concentración local de estas moléculas ha alcanzado un umbral, las células responden activando genes particulares. De esta manera, las células individuales pueden detectar la densidad local de bacterias, de modo que la población en su conjunto pueda dar una respuesta coordinada.
En muchas situaciones, el costo que pagan las células bacterianas para coordinar comportamientos supera los beneficios, a menos que haya un número suficiente de colaboradores. Por ejemplo, la luciferasa bioluminiscente producida por Vibrio fischeri no sería visible si fuera producida por una sola célula. Al utilizar la detección de cuórum para limitar la producción de luciferasa a situaciones en las que las poblaciones de células son grandes, las células de V. fischeri pueden evitar el desperdicio de energía en la producción de productos inútiles. En muchas situaciones, las actividades bacterianas, como la producción de los bienes públicos mencionados, solo merecen la pena como actividad conjunta de un número suficiente de colaboradores. La regulación por detección de cuórum permitiría que las células expresen un comportamiento apropiado solo cuando sea efectivo, ahorrando así recursos en condiciones de baja densidad. Por lo tanto, la detección de cuórum se ha interpretado como un sistema de comunicación bacteriano para coordinar comportamientos a nivel de población. 
La bacteria oportunista Pseudomonas aeruginosa también utiliza la detección de cuórum para coordinar la formación de biopelículas, la motilidad de enjambre, la producción de exopolisacáridos y la agregación celular. Estas bacterias pueden crecer dentro de un huésped sin dañarlo, hasta que alcanzan cierta concentración. Luego se vuelven agresivos, su número es suficiente para vencer el sistema inmunológico del huésped y forman una biopelícula que conduce a la enfermedad dentro del huésped. Otra forma de regulación genética que permite que las bacterias se adapten rápidamente a los cambios circundantes es a través de la señalización ambiental. Estudios recientes han descubierto que la anaerobiosis puede afectar significativamente el circuito regulador principal de detección de cuórum. Este vínculo importante entre la detección de cuórum y la anaerobiosis tiene un impacto significativo en la producción de factores de virulencia de este organismo. Se espera que la degradación enzimática terapéutica de las moléculas de señalización evite la formación de tales biopelículas y posiblemente debilite las biopelículas establecidas. La interrupción del proceso de señalización de esta manera se denomina inhibición de cuórum.

## Trascendencia
Si bien la evolución de las interacciones cooperativas permitió que los taxones microbianos aumentaran su aptitud, se plantea la hipótesis de que la cooperación proporcionó una causa próxima a otras transiciones evolutivas importantes, incluida la coevolucion y la evolución de la multicelularidad . Esta idea, a menudo denominada Teoría Colonial, fue propuesta por primera vez por Haeckel en 1874, y afirma que la simbiosis de muchos organismos de la misma especie (a diferencia de la teoría simbiótica, que sugiere la simbiosis de diferentes especies) condujo a un organismo multicelular . En pocos casos, la multicelularidad se produce cuando las células se separan y luego se vuelven a unir (p. Ej., Mohos mucosos celulares) mientras que para la mayoría de los casos, la multicelularidad se produce como consecuencia de que las células no se separan después de la división. El mecanismo de esta última formación de colonias puede ser tan simple como una citocinesis incompleta, aunque también se suele considerar que la multicelularidad implica diferenciación celular.
La ventaja de la hipótesis de la teoría colonial es que se ha visto que ocurre independientemente en numerosas ocasiones (en 16 filos de protoctistán diferentes). Por ejemplo, durante la escasez de alimentos, las células de Dictyostelium discoideum se agrupan en una colonia que se traslada a una nueva ubicación. Algunas de estas células luego se diferencian ligeramente entre sí. Otros ejemplos de organización colonial en protozoos son las Volvocaceae, como Eudorina y Volvox . Sin embargo, a menudo puede ser difícil separar a los protistas coloniales de los verdaderos organismos multicelulares, ya que los dos conceptos no son distintos. Este problema afecta a la mayoría de las hipótesis sobre cómo pudo haber ocurrido la multicelularidad. Sin embargo, la mayoría de los científicos aceptan que los organismos multicelulares, de todos los phyla, evolucionaron por el mecanismo colonial. 